# Billsjötjärnen
Billsjötjärnen är en sjö i Örnsköldsviks kommun i Ångermanland och ingår i Moälvens huvudavrinningsområde. Sjön har en area på 0,0712 kvadratkilometer och ligger 102 meter över havet. Sjön avvattnas av vattendraget Billabäcken.

## Delavrinningsområde
Billsjötjärnen ingår i det delavrinningsområde (702681-163303) som SMHI kallar för Mynnar i Själevadfjärden. Medelhöjden är 133 meter över havet och ytan är 15,41 kvadratkilometer. Det finns inga avrinningsområden uppströms utan avrinningsområdet är högsta punkten. Billabäcken som avvattnar avrinningsområdet har biflödesordning 2, vilket innebär att vattnet flödar genom totalt 2 vattendrag innan det når havet efter 12 kilometer. Avrinningsområdet består mestadels av skog (76 procent) och jordbruk (11 procent). Avrinningsområdet har 0,07 kvadratkilometer vattenytor vilket ger det en sjöprocent på 0,5 procent. Bebyggelsen i området täcker en yta av 0,09 kvadratkilometer eller 1 procent av avrinningsområdet.